# Флориан Лорхский
Флориа́н Ло́рхский (лат. Florianus; нем. Florian von Lorch; ок. 250 год в Cannabiaca, современном Цейзельмауере (Zeiselmauer) при Тульне (Tulln) — 4 мая 304 в Lauriacum, современном Лорхе (Lorch) в Верхней Австрии) — раннехристианский мученик. Святой Католический церкви и местночтимый святой Берлинской и Германской епархии РПЦ. Главная его святыня — аббатство Святого Флориана под Линцем.

## Предание
Святой Флориан жил во время правления римских императоров Диоклетиана и Максимиана. За свои военные подвиги он был назначен командующим в Норике. Тайно принял христианство. Узнав об аресте и приговоре к смерти нескольких десятков христиан в Лорхе, приехал туда, чтобы их спасти, но был арестован и по приказу римского наместника Аквилина лишён всех наград и должности и приговорён к смерти.
Казнь состоялась 4 мая 304 года. Сначала Флориану выдернули крюком лопатки, а потом навесив на шею жёрнов, утопили в реке Энс.
Как свидетельствует Священное Предание, солдат, столкнувший Флориана в реку, тут же ослеп. Поднялась необычная волна и вынесла святого на скалистый выступ, где над ним распростёр крылья орёл, охраняя от осквернения. Следующей ночью святой Флориан явился благочестивой женщине Валерии и попросил предать тело земле. Быки, вёзшие тело святого на повозке, под конец пути изнемогли от жажды и остановились. Но чудесным образом на этом месте из-под земли забил источник, напившись из которого, животные легко довезли тело Флориана до места погребения. Источник этот бьёт из-под земли по сей день и называется источником Флориана.
Только через 8 лет после смерти мученика император Константин I Великий огласил эдикт, дававший полную свободу вероисповедания.

## Флориан как покровитель
Святой Флориан является покровителем многих профессий: пожарных, пекарей, пивоваров, садовников, бондарей, гончаров, металлургов, кузнецов, стекловаров и трубочистов. А так как его мощи в конце концов попали в польский Краков, то он является покровителем Польши (а также Верхней Австрии и города Линца).
Принято считать, что святой помогает при засухах, пожарах, штормовых ветрах, бесплодии почв.

## Атрибуты
Флориан изображается в форме римского легионера со знаменем (как полководец), с бочонком воды, а иногда с мельничным жёрновом на шее.

## Святой Флориан на Украине
На территории Западной Украины и особенно в Львовской области сохранилось несколько десятков скульптурных изображений св. Флориана. Наиболее известно изображение на фронтоне пожарной команды во Львове (скульптор Войтович, 1906).

## Дни празднований
По католическому календарю — 4 мая, по православному — 17 мая.